# آغکند قره‌خضر
آغکند قره‌خضر، روستایی در دهستان لیلان غربی بخش مرکزی شهرستان لیلان در استان آذربایجان شرقی ایران است‌.

## جمعیت
بر پایه سرشماری عمومی نفوس و مسکن در سال ۱۳۹۵، جمعیت این روستا برابر با ۵۶۵ نفر (۱۷۰ خانوار) بوده‌است.